# Lysnet
Lysnet är en kulle i Danmark.   Den ligger i Region Mittjylland, på gränsen mellan Favrskovs kommunoch Randers kommun i den centrala delen av landet, 180 km väster om Köpenhamn. Toppen på Lysnet är 131 meter över havet. Närmaste större samhälle är Randers, 10,5 km norr om Lysnet. Trakten runt Lysnet består till största delen av jordbruksmark.